# Carex korshinskyi
Carex korshinskyi är en halvgräsart som beskrevs av Vladimir Leontjevitj Komarov. Carex korshinskyi ingår i släktet starrar, och familjen halvgräs. Inga underarter finns listade i Catalogue of Life.